# Капустинка
Капу́стинка (рос. Капустинка) — селище у складі Баєвського району Алтайського краю, Росія. Входить до складу Прослаухинської сільської ради.

## Населення
Населення — 39 осіб (2010; 120 у 2002).
Національний склад (станом на 2002 рік):
- росіяни — 93 %